# S4-es autóút (Ausztria)
Az S4-es gyorsforgalmi út (németül: Mattersburger Schnellstraße) Ausztriában, Alsó-Ausztria és Burgenland területén halad. A gyorsforgalmi út köti össze az A2-es autópályát az S31-es autóúttal Bécsújhely és Nagymarton között.

## Története

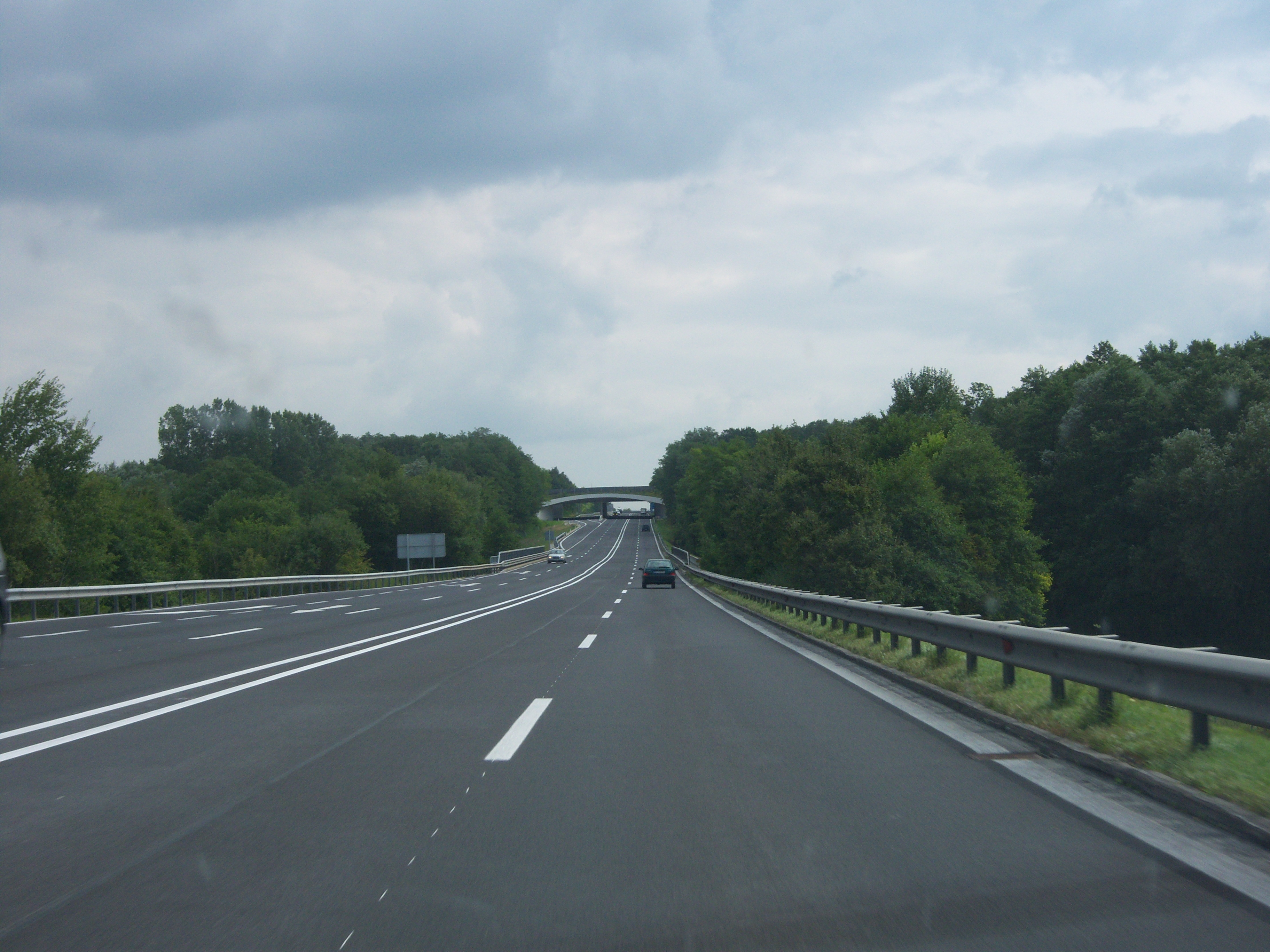
Az S4-es gyorsforgalmi út Savanyúkút és Siklósd között

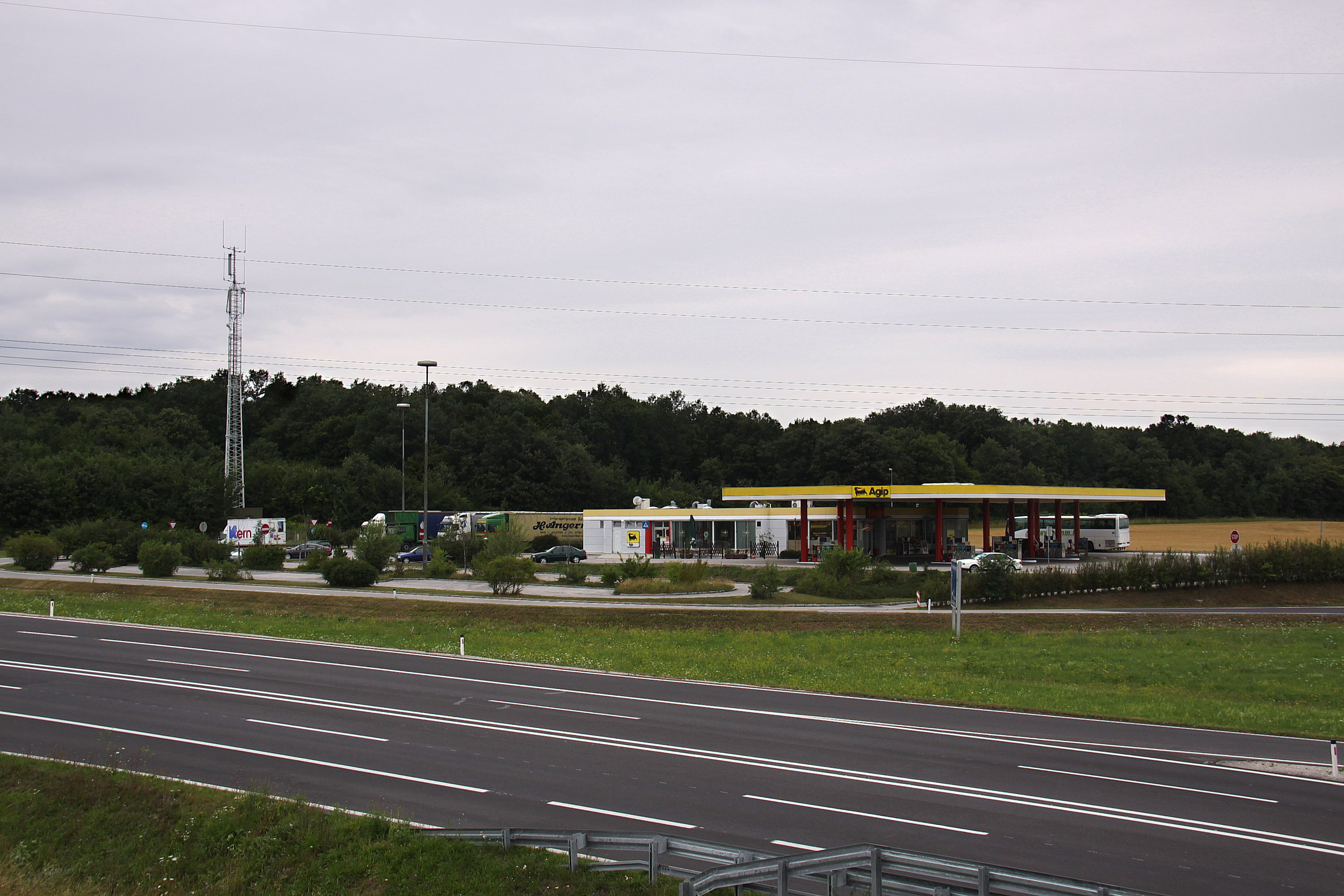
Pecsenyéd mellett lévő pihenőhely

Eredetileg az S4-es autóút egy északkelet–délnyugati irányú gyorsforgalmi útként került kijelölésre. Az 1971. július 16-án kelt 286. szövetségi törvény a szövetségi utakra vonatkozóan (Bundesstraßengesetz – 1971) Pándorfalutól Kismarton érintésével Bécsújhelyig javasolta az út kiépítését.
1983-ban módosították az út tervezett nyomvonalát, egyúttal a Nagymarton–Kismarton–Pozsony irányú szakaszt leválasztották az S4-es autóútról, és ez utóbbi megkapta a ma is használatos S31-es autóút megnevezését.
1964. december 19-én került sor az A2-es autópálya bécsújhelyi csomópont és a Bécsújhely-Süd csomópont közötti első szakasz átadására. Az akkori 1 km-es út 2×1 sávos félautópálya volt, és biztosította az A2-es autópályára való felhajtást. A felhajtó rámpa teljes autópályává való kiépítésére 1975. július 5-én került sor. 1983. április 1-jén megnyílt a Nagymarton–Siklósd szakasz is, amelyet 1985. szeptember 13-án meghosszabbítottak Savanyúkútig. Az utolsó pályaszakasz 1986. november 3-án került átadásra, amely magába foglalta Bécsújhely keleti elkerülő szakaszát is.
2006-ban Pecsenyéd településnél vadátjárót avattak. Ez volt az első vadátjáró, amelyet az A4-es és A3-es autópályák feletti további zöldhidak követtek. Az így létrejött ökofolyosó része lett az Alpok–Kárpátok közötti, a vadak mozgását segítő nemzetközi korridornak.
2009 áprilisa és októbere között a Nagymarton és Siklósd közötti pálya teljes felújítása folyt. 2009 novembere és 2010 októbere között a munka a Siklósd és Bécsújhely szakaszon folytatódott. Kritikaként fogalmazódott meg, hogy az eredeti tervekkel ellentétben mégsem került sor a haladási irányok fizikai szétválasztására.

## Fordítás
Ez a szócikk részben vagy egészben az Mattersburger Schnellstraße című német Wikipédia-szócikk fordításán alapul.  Az eredeti cikk szerkesztőit annak laptörténete sorolja fel. Ez a jelzés csupán a megfogalmazás eredetét és a szerzői jogokat jelzi, nem szolgál a cikkben szereplő információk forrásmegjelöléseként.